# 巴克斯頓冰川
巴克斯頓冰川（英語：Buxton Glacier），是南極洲的冰川，位於南喬治亞島北岸，處於斯基特勒山以南，流經希尼冰川和庫克冰川，最終注入聖安德魯斯灣，現時由英國海外領土管轄。